# Тиолишта
Тиолишта или Тихолишта (грч. Τοιχίο, до 1926. грч. Τειχόλιστα) је насељено место у општини Костур у периферији Западна Македонија, Грчка. Према попису из 2021. године било је 615 становника.
Према бугарском географу и историчару, Василу Канчову, у Тиолишту је 1900. године живело 500 Словена хришћана. Македонски историчар Тодор Симовски, 1998. године наводи да су Тиолишта словенско насеље.